# Arzachena
Arzachena est une commune italienne de la province de Sassari dans la région Sardaigne en Italie.

## Géographie

### Hameaux
- Abbiadori, Baja Sardinia, Cannigione, Porto Cervo
- Station balnéaire et plages de Capriccioli

### Communes limitrophes
Luogosanto, Luras, Olbia, Palau, Sant'Antonio di Gallura, Tempio Pausania

### Évolution démographique
Habitants recensés

## Administration

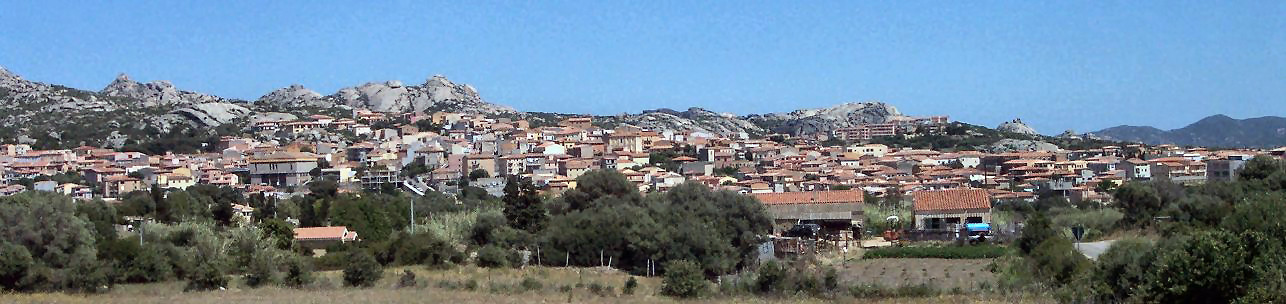
Vue panoramique d'Arzachena

| Période                                  | Période | Identité | Étiquette | Qualité |
| ---------------------------------------- | ------- | -------- | --------- | ------- |
|                                          |         |          |           |         |
| Les données manquantes sont à compléter. |         |          |           |         |

## Sport
- la Polisportiva Arzachena est le club de football de la ville qui évolue en Serie D.

## Lieux et monuments
- Nécropole de Li Muri
- Nuraghe La Prisgiona